# Périderme
Pour un article plus général, voir Épiderme (botanique).
Le périderme est un tissu végétal regroupant le phellogène, le phelloderme et le liège. Il est produit par le péricycle (dans la racine) ou par une assise, généralement sous-épidermique, (dans la tige).
Le phellogène produit du liège (ou suber) de manière centrifuge et du phelloderme vers le centre de l'organe où il se trouve (de manière centripète, donc). Le périderme augmente ainsi en diamètre et sépare le cortex, avec l'endoderme (racine) ou l'épiderme (tige), des tissus centraux. Il finit, au bout de quelques années, par faire totalement ou partiellement éclater le cylindre cortical (cortex) et l'épiderme.